# Ghostbusters (canção)
Ghostbusters é uma canção lançada em 1984 pelo cantor Ray Parker Jr. e fez parte da trilha sonora do filme Os Caça-Fantasmas. A canção alcançou o primeiro lugar na Billboard Hot 100.